# Europop
L'europop (ou euro-pop) désigne un genre de musique pop ayant émergé en Europe dans les années 1960 et développé à la fin des années 1970. L'europop atteint les classements dans les années 1980 et 1990. Les artistes europop à succès sont originaires de France, d'Allemagne, d'Italie, d'Irlande, des Pays-Bas et du Royaume-Uni. Dans les années 1970 et au début des années 1980, de tels groupes se popularisent en Europe continentale, excepté ABBA (1972–1983). Le quatuor suédois atteint un grand succès au Royaume-Uni, où il totalise dix-neuf chansons au top 10 et neuf albums dans les charts en Amérique du Nord et en Australie.
À la fin des années 1980 et au début des années 1990, Roxette et Ace of Base mènent l'europop vers les publics nord-américain et britannique. Dans les années 1990, des groupes pop comme les Spice Girls, Aqua, les Backstreet Boys et le chanteur DJ BoBo sont fortement inspirés par l'europop. À la fin des années 1990 et au début des  années 2000, le groupe de dance italien Eiffel 65 est particulièrement actif dans le genre. Dans les années 2000, le groupe suédois Alcazar est l'un des plus grands représentants de ce style.
L'une des principales différences entre pop américaine et européenne vient du fait que l'europop est généralement plus orienté dance et trance. En Europe centrale, l'Italo disco (ou euro disco des années 1980) et l'Eurodance des années 1990 sont des tentatives de jeunes musiciens.